# 매켄지 데이비스
매켄지 데이비스(영어: Mackenzie Davis, 1987년 4월 1일 ~ )는 캐나다의 배우이다. 맥길 대학교에서 연기를 전공하고 영화 《스매쉬드》로 데뷔하였으며, 이후 《우리가 사랑한 시간》, 《댓 어쿼드 모먼트》, 《마션》 등 다양한 영화의 조역으로 출연하였다. 《블레이드 러너 2049》에서 주인공 라이언 고슬링의 상대역 마리에트 역을 맡았으며 《툴리》의 주인공 툴리 역, 《터미네이터: 다크 페이트》의 그레이스 역으로 커리어를 올리고 있다.

## 생애와 경력

### 초기 경력
1987년 밴쿠버에서 태어났다. 10대 시절은 비교적 평범했다. 배우를 꿈꾸며 미국 뉴욕의 네이버후드 연극학교(The Neighborhood Playhouse School)에서 연기 수업을 받았다. 졸업 후 몬트리올의 맥길 대학교에 입학해 코미디 연기를 비롯해 다양한 전문분야 연기를 배웠다. 장편영화 데뷔작 《스매쉬드》에서는 데뷔작으로서는 드물게 단역이 아닌 조역으로 출연하였다. 다음 영화인 《왓 이프》에서는 '니콜' 역을 맡아, 남주인공의 친구 앨런 역의 애덤 드라이버와 강렬한 커플 연기를 펼쳤다. 《우리가 사랑한 시간》에서는 주인공인 소피(펄리시티 존스)에게 남자친구와 아버지가 반하게 되면서 소피에게 증오심을 품게 되는 친구 '로런' 역을 연기하였고, 비평가와 관객으로부터 큰 호평을 받았다.
이후 데이비스는 소규모 영화에 주연으로 출연했다. 범죄물 《배드 턴 워스》와 SF 코미디 《플라토스 리얼리티 머신》이 그것으로, 기존에 보여주지 못한 색다른 연기를 보여준 것으로 평가된다. 1년 후 나온 코믹 멜로물 《댓 어쿼드 모먼트: 그 어색한 순간》에서는 마일스 텔러와 격의없는 친구 사이였다가 최후에 연애 관계로 발전하는 '첼시' 역을 맡았다.

### 이미지 변신과 할리우드 진출
2014년부터 방영한 TV 드라마 《홀트 앤 캐치 파이어》에서 데이비스는 이미지 변신을 하게 된다. 1980년대 격변기의 IT 업계를 배경으로 대기업에 맞서는 프로그래머의 이야기를 다룬 이 드라마에서, 데이비스는 터프하고 보이시한 프로그래머 '캐머런 하우' 역을 맡아 기존의 금발 미녀 이미지에서 벗어나 중성적이고 털털한 인상의 캐릭터를 구축했다. 큰 인기를 끌게 되며 실질적인 주인공으로 자리매김하였고, 드라마는 시즌4까지 방영되며 흥행하였다.
2015년에는 리들리 스콧 감독의 대작 《마션》에서 NASA 직원 '민디 파크' 역으로 출연하며 할리우드에서 본격적으로 알려지게 된다. 이 영화의 홍보를 위해 직접 NASA를 방문하는 투어 이벤트를 벌여 팬덤의 큰 화젯거리를 만들었다. 이듬해에는 첫 영화 주연작 《올웨이즈 샤인》이 개봉하였다. 케이틀린 피츠제럴드와 함께 더블 주인공을 맡아서 절친한 두 친구가 주말여행을 즐기다가 겪게 되는 심리를 묘사하였다. 이 작품에서 선보인 수준 높은 내면 연기로 제15회 트라이베카 영화제 여우주연상을 수상하였다.
영국 드라마 《블랙 미러》 시즌3의 〈샌 주니페로〉 편은 그녀의 팬덤에서 필수로 감상해야 할 작품으로 꼽힌다. 가상현실을 바탕으로 한 세상에서 데이비스는 '요키' 역을 맡아 구구 음바타로가 분한 '켈리'와 만나 연인으로 발전하는 연기를 보여주었다. 〈샌 주니페로〉는 2017년 에미상에서 작품상과 각본상을 수상하며 큰 호평을 받았다.
SF계의 문제작 《블레이드 러너》의 속편 《블레이드 러너 2049》에서 데이비스는 주인공 K(라이언 고슬링)를 탐색하는 임무를 띤 레플리칸트 마리에트 역을 연기하였다. 마리에트는 복제인간인 레플리칸트이지만 스스로 진짜 인간으로 인식하며 K의 연인인 인공지능 홀로그램 조이(아나 데 아르마스)에게 육체를 제공해 K와 교감한다. 마리에트 캐릭터는 정신적인 사랑과 육체적인 사랑의 간극, 레플리컨트와 홀로그램의 인간성 등 곱씹어 볼 유용한 소재를 던지는 캐릭터로 평가된다.
제이슨 라이트먼 감독의 《툴리》에서 데이비스는 야간 보모 '툴리' 역을 맡아 삼남매의 엄마 말로 역의 샤를리즈 테론과 호흡을 맞추었다.

### 터미네이터 그레이스
2019년에는 터미네이터 시리즈의 6번째 작품 《터미네이터: 다크 페이트》에 출연하였다. 군인인 '그레이스' 역을 맡은 데이비스는 캐릭터 연구를 위해 사라 코너 역의 린다 해밀턴과 함께 군사 훈련에 참여하였으며 고강도의 운동과 스턴트 훈련, 특수부대원의 사소한 보디랭귀지까지 공부하였는데, 데이비스는 이런 준비 과정에 대해 "군인과 운동선수의 몸가짐을 그대로 익히고 싶었다. 그러기 위해서 신체와 정신을 완전히 바꿔야 했다"라고 말하였다.
2019년 10월에 HBO 드라마 《스테이션 일레븐》의 주인공으로 히메시 파텔과 함께 캐스팅되었다. 이 작품은 소설을 원작으로 하며, 신종 플루 대유행으로 인류가 거의 멸종한 미래를 배경으로 한다. 데이비스는 셰익스피어 극단의 여배우 '커스틴' 역을 맡았다.
2020년 헨리 제임스 원작의 호러 영화 《더 터닝》에 출연했다.

## 출연작 목록

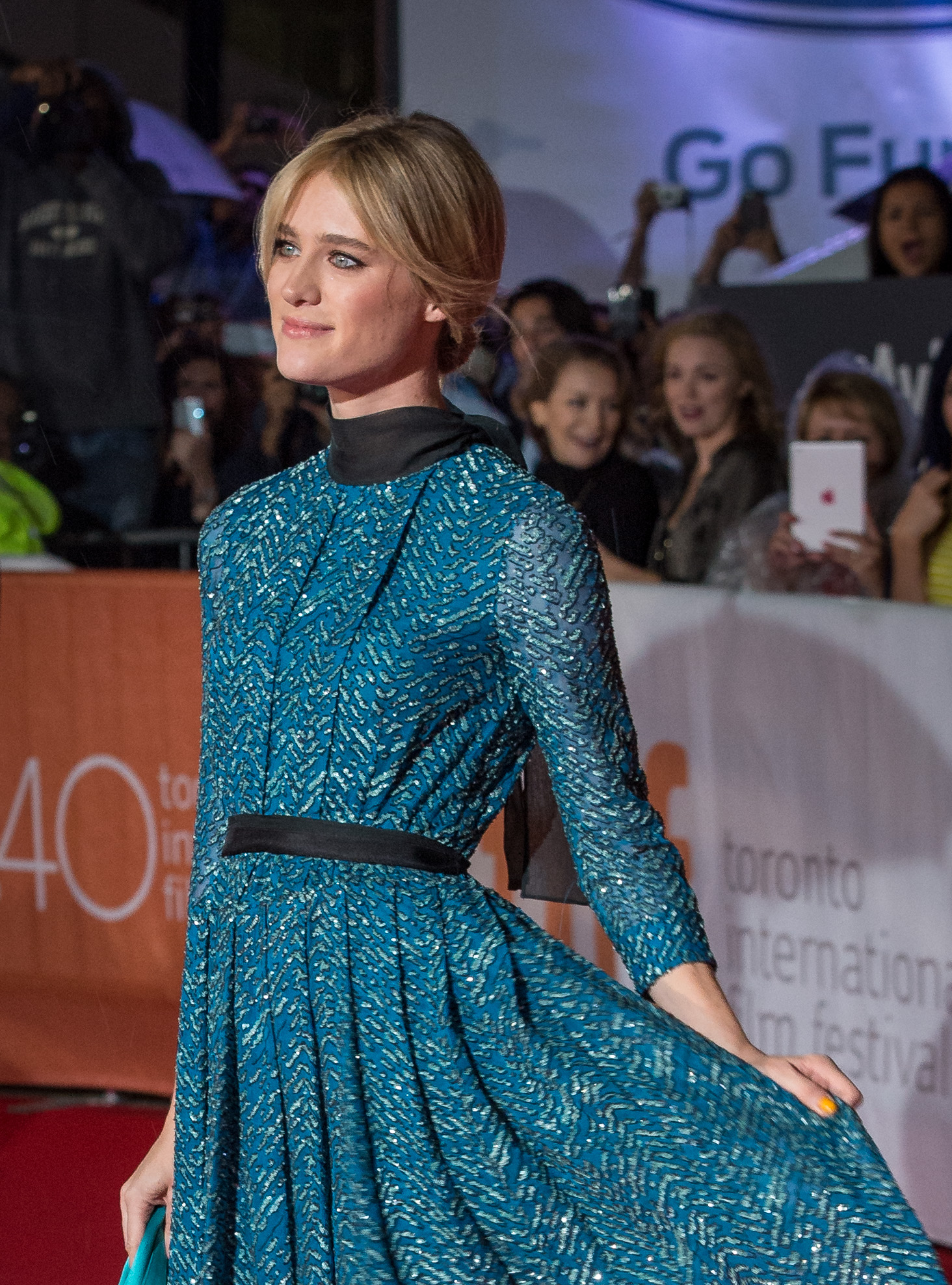
2015년 영화 《마션》 시사회에서.

### 영화
| 연도 | 제목                             | 원제                           | 배역                | 비고 |
| ---- | -------------------------------- | ------------------------------ | ------------------- | ---- |
| 2013 | 알렉스                           | Alex                           | 테리                | 단편 |
| 2014 | 스매쉬드                         | Smashed                        | 밀리                |      |
| 2014 | 우리가 사랑한 시간               | Breathe In                     | 로런 레이놀즈       |      |
| 2014 | 왓 이프                          | The F Word                     | 니콜                |      |
| 2015 | 배드 턴 워스                     | Bad Turn Worse                 | 수                  |      |
| 2015 | 플라톤의 리얼리티 머신           | Plato's Reality Machine        | 소피아              |      |
| 2016 | 문타운                           | Moontown                       | 셰이나              | 단편 |
| 2016 | 댓 어쿼드 모먼트: 그 어색한 순간 | That Awkward Moment            | 첼시                |      |
| 2016 | 텅 비어버린                      | Emptied                        | 샬럿 로런스         | 단편 |
| 2016 | 프릭스 오브 네이처               | Freaks of Nature               | 피트라 레인         |      |
| 2015 | 컨트리 콜드 홈                   | A Country Called Home          | 리노                |      |
| 2015 | 기억 상자                        | Memory Box                     | 이저벨              | 단편 |
| 2015 | 마션                             | The Martian                    | 민디 파크           |      |
| 2016 | 올웨이즈 샤인                    | Always Shine                   | 애나                |      |
| 2017 |                                  | Izzy Gets the F*ck Across Town | 이지                |      |
| 2017 | 블레이드 러너 2049               | Blade Runner 2049              | 메리엣              |      |
| 2018 | 부메랑                           | Boomerang                      | 제니퍼              | 단편 |
| 2018 | 툴리                             | Tully                          | 툴리                |      |
| 2019 | 터미네이터: 다크 페이트          | Terminator: Dark Fate          | 그레이스 하퍼       |      |
| 2020 | 더 터닝                          | The Turning                    | 케이트 맨들         |      |
| 2020 | 이리지스터블                     | Irresistible                   | 다이애나 헤이스팅스 |      |
| 2020 | 크리스마스에는 행복이            | Happiest Season                | 하퍼 콜드웰         |      |
| 2024 | 스픽 노 이블                     | Speak No Evil                  | 루이스 달튼         |      |

### 텔레비전 드라마
| 연도    | 제목                | 원제                      | 배역        | 비고                              |
| ------- | ------------------- | ------------------------- | ----------- | --------------------------------- |
| 2012    |                     | I Just Want My Pants Back | 루시        | "Safety Nets" 에피소드 출연       |
| 2014–17 | 홀트 앤 캐치 파이어 | Halt and Catch Fire       | 캐머런 하우 | 주역                              |
| 2016    | 블랙 미러           | Black Mirror              | 요키        | 〈샌 주니페로〉 에피소드 출연     |
| 2017    | 노 액티비티         | No Activity               | 퍼트리샤    | "The Metric System" 에피소드 출연 |
| 2021    | 스테이션 일레븐     | Station Eleven            | 커스틴      | 미니시리즈                        |

## 수상
- 트라이베카 영화제 여우주연 (2016)